# Isoka (Distrikt)

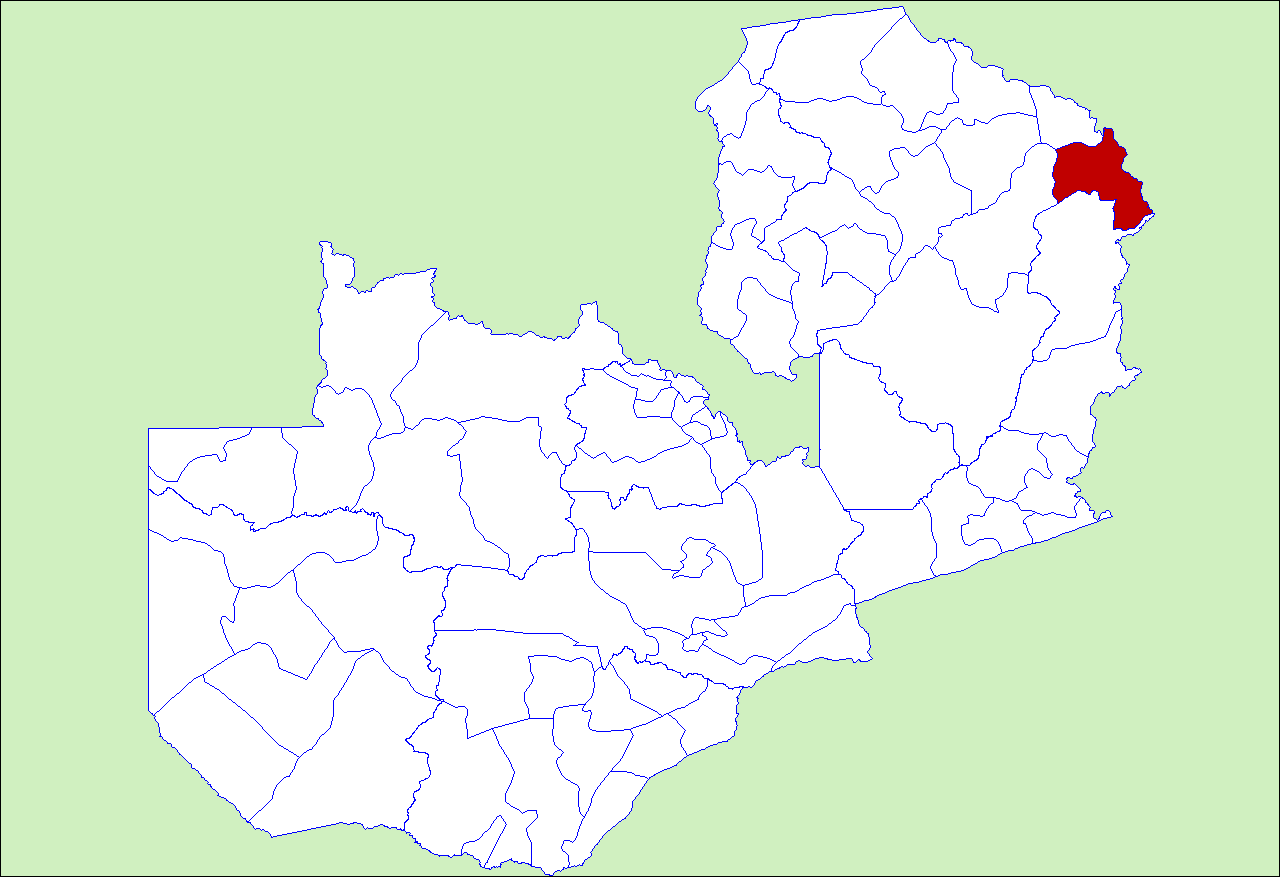
Ehemalige Ausdehnung des Distriktes bis zur Abspaltung des Distriktes Muchinga

Isoka ist einer von acht Distrikten in der Provinz Muchinga in Sambia. Er hat eine Fläche von 4817 km² und 111.600 Einwohner (2022). Die Hauptstadt ist Isoka. Der Distrikt Mafinga wurde am 27. März 2011 von dem ehemaligen Präsidenten Rupiah Banda aus dem ehemaligen Wahlkreis Isoka East gegründet und somit vom Distrikt Isoka abgespalten.

## Geografie
Isoka liegt im äußersten Osten der Provinz Muchinga. Der Distrikt grenzt im Osten an den Distrikt Chitipa in Malawi und im Norden an Nakonde, im Süden an Chinsali und im Osten an Mafinga, von dem es durch den Fluss Luangwa getrennt ist, sowie im Südosten an den Distrikt Chama der Ostprovinz. Der Distrikt liegt etwa nordöstlich von 950 km von Lusaka und etwa 105 km von Chinsali, dem Hauptsitz der Provinz, und etwas mehr als 110 km von der nächsten tansanischen Stadt Tunduma entfernt. Der Distrikt gliedert sich in 14 Wards. Ein Teil der Nordgrenze wird von dem Fluss Kalungu gebildet.

## Wirtschaft
Die Wirtschaft des Isoka-Distrikts basiert überwiegend auf Subsistenzlandwirtschaft und Handel. Der Distrikt verfügt über günstiges Klima und fruchtbaren Boden und geeignete Niederschläge für die Landwirtschaft. Die landwirtschaftlichen Tätigkeiten gliedern sich in Ackerbau, Gemüsebau und Viehzucht. Über 90 % der Landwirte in der Region sind kleinbäuerlich. Der Distrikt hat ein Viehzuchtzentrum in Mbesuma. Die Viehzucht basiert hauptsächlich auf Rindern, Ziegen, Schweinen, Schafen und Geflügel. Sie werden sowohl auf bäuerlicher als auch auf kommerzieller Ebene gezüchtet. Ebenso werden Früchte wie Orangen, Mandarinen, Zitronen, Avocado, Guaven, Bananen, Mangos, Pawpaw und Zuckerrohr angebaut.
Des Weiteren verfügt Isoka am Nkombwa Hill über Erzlagerstätten. Es konnten 15 Seltene Erden nachgewiesen werden. Der Abbau ist allerdings noch nicht voll entwickelt.
Es wird die Mexikanische Sonnenblume (Tithonia diversifolia) als Hecke um Gärten und Felder gepflanzt. Sie wird als Fischfutter genutzt, außerdem verbessert diese Pflanze die Bodenqualität erheblich. Im Übrigen taucht Isoka eher im Zusammenhang mit Drogen auf, denn der Highway gilt als Achse des Drogenhandels zwischen Ost- und Südafrika.